# Двоєглазовці
Двоєгла́зовці (рос. Двоеглазовцы) — присілок у складі Нагорського району Кіровської області, Росія. Входить до складу Чеглаківського сільського поселення.
Населення становить 7 осіб (2010, 13 у 2002).
Національний склад станом на 2002 рік — росіяни 100 %.